# Gulfoceras
Gulfoceras — викопний рід носорогів, ендемічний для Північної Америки з міоцену, який жив з 23.03 до 20.4 млн років тому.

## Таксономія
Gulfoceras був названий Олбрайтом (1999). Його вид Gulfoceras westfalli. Він був віднесений до Rhinocerotidae Олбрайтом (1999).